# NIMBUS–3
NIMBUS–3 (görögül: felhő) amerikai második generációs meteorológiai műhold a Nimbus programból.

## Küldetés
Feladata, második generációs meteorológiai műholdként méréseivel stabil adatszolgáltatást biztosítani a katonai felhasználáson túl a Nemzeti Óceán- és Légkörkutatási Hivatal (NOAA) részére.

## Jellemzői
Tervezte és építette a NASA. Társ műholdja a Secor–13 geodéziai műhold.
Megnevezései: NIMBUS–3; NIMBUS B2; COSPAR:1969-037A. Kódszáma: 3890.
1969. április 4-én a Vandenberg légitámaszpontról az LC–2E (LC–Launch Complex) jelű indítóállványról egy Thor–Agena hordozórakétával állították alacsony Föld körüli pályára (LEO = Low-Earth Orbit). Az orbitális egység pályája 107,29 perces, 100,08 fokos hajlásszögű, elliptikus pálya perigeuma 1090 kilométer, az apogeuma 1134 kilométer volt.
Háromtengelyesen stabilizált műhold (plusz vagy mínusz 1 fok), Föld felé néző részének átmérője 1,5, a felette elhelyezett kúpos alakú tartószerkezet magassága 3 méter. Tömege 575 kilogramm. A fedélzetén elhelyezett széles látókörű kamerák felvételeit digitalizálták, tárolták, földi parancsra az adatokat a földi információs központba továbbította. A méréseket az elektromágneses spektrum különböző hullámhosszain, főleg látható és infravörös hullámhosszon végezte. A felhőkön és felhőrendszereken, a hőmérséklet változásokon, a viharok kialakulásán- és figyelemmel kísérésén, a páratartalom mérésén, a sugárzási tartományok ellenőrzésén kívül megfigyelték a városok fényszennyezéseit, környezetváltozásait, tüzeket, homok- és porviharokat, hó- és jégtakarót, óceáni áramlatokat és más környezeti folyamatokat.

### Szerkezete
1. parancsfogadó antenna,
2. Nap-kereső szenzor,
3. horizontkereső,
4. Nap-detektor, a napelemtáblák beállításához,
5. kettő napelemtábla,
6. műszeres egység,
7. APT-kamera,
8. S-sávú antenna,
9. közepes felbontású infravörös sugárzásmérő (MRIR),
10. VHF-kamera,
11. nagy felbontású infravörös sugárzásmérő,
12. szoláris ultraibolya sugárzást mérő monitorral (MUSE),
13. infravörös sugárzásmérők adatrögzítője,
14. adattovábbító antenna,
15. hőmérséklet-szabályozó zsaluk,
16. vázszerkezet,
17. helyzetszabályozó hideggázrakéta-fúvókák,

1972. január 22-én technikai okok miatt befejezte szolgálatát. A légkörbe történő belépésének ideje ismeretlen.

## Külső hivatkozások
- NIMBUS–3. lib.cas.cz. [2013. október 13-i dátummal az eredetiből archiválva]. (Hozzáférés: 2014. március 2.)
- NIMBUS–3. nasa.gov. (Hozzáférés: 2014. március 2.)
- NIMBUS–3. astronautix.com. [2014. január 9-i dátummal az eredetiből archiválva]. (Hozzáférés: 2014. március 2.)
- NIMBUS–3. astronautix.com. (Hozzáférés: 2014. március 2.)

| Elődje: NIMBUS–2 | Nimbus-program 1964–1978 | Utódja: NIMBUS–4 |